# Altkrautheim
Altkrautheim ist ein Stadtteil und Dorf von Krautheim im Hohenlohekreis, Baden-Württemberg.
Der Kernort liegt an der linken Uferseite der Jagst im Mündungstrichter des Ginsbachtales. Vom an der rechten Uferseite der Jagst gegenüberliegenden Industriegebiet gehört die untere Hälfte ebenfalls zu Altkrautheim.

## Geschichte
(Alt-)Krautheim wurde 1096 das erste Mal urkundlich erwähnt. Nach im Verlauf des Spätmittelalters häufig wechselnden Zugehörigkeiten gelangte Altkrautheim im 14. Jahrhundert allmählich ganz unter die Landeshoheit von Kurmainz und gehörte dem Oberamt Krautheim an. 1803 fiel Altkrautheim an das neu gegründete Fürstentum Krautheim. 1806 wurde Altkrautheim dem Königreich Württemberg angegliedert, während Krautheim nördlich der Jagst an Baden fiel. Seit 1811 war der Ort dem Oberamt Künzelsau unterstellt. Bei der Verwaltungsreform während der NS-Zeit in Württemberg gelangte Altkrautheim 1938 zum Landkreis Künzelsau. Da die Gemeinde nach dem Zweiten Weltkrieg Teil der Amerikanischen Besatzungszone geworden war, gehörte sie somit seit 1945 zum neu gegründeten Land Württemberg-Baden, das 1952 im jetzigen Bundesland Baden-Württemberg aufging. Am 1. Januar 1973 wurde die bis dahin selbstständige Gemeinde Altkrautheim im Zuge der Gemeindereform ein Teil der Stadt Krautheim. Heute hat Altkrautheim etwa 500 Einwohner.

## Kulturdenkmale

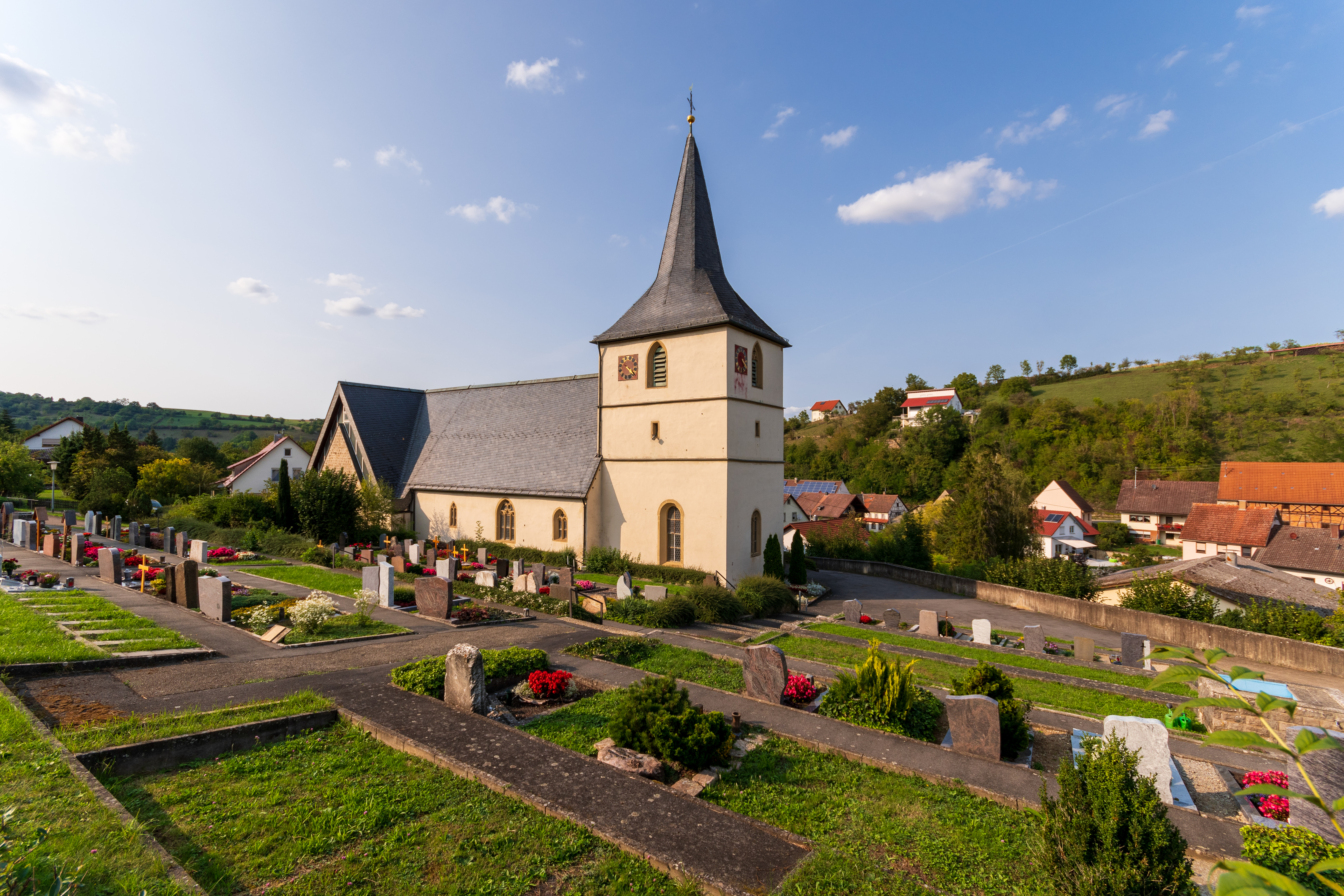
Kirche St. Johann Baptist von Südosten

## Veranstaltungen
Größere Veranstaltungen sind das alljährlich im August stattfindende Straßenfest der KLJB sowie das Grillfest der Freiwilligen Feuerwehr Krautheim Abteilung Altkrautheim an Christi Himmelfahrt.